# Premiul Emmy pentru cel mai bun actor într-un serial dramatic
Premiul Emmy pentru cel mai bun actor în rol principal într-un serial dramatic (Primetime Emmy Award for Outstanding Lead Actor in a Drama Series) este acordat din 1956 de Academy of Television Arts & Sciences.  

## Lista câștigătorilor

### Anii 1950
- 1956 : Robert Young pentru rolul din Father Knows Best
- 1957 : Robert Young pentru rolul din Father Knows Best
- 1958 : nu s-a acordat
- 1959 : Raymond Burr pentru rolul din Perry Mason

### Anii 1960
- 1960 : Robert Stack pentru rolul din The Untouchables
- 1961 : Raymond Burr pentru rolul din Perry Mason
- 1962 : E. G. Marshall pentru rolul din The Defenders
- 1963 : E. G. Marshall pentru rolul din The Defenders
- 1964 : nu s-a acordat
- 1965 : nu s-a acordat
- 1966 : Bill Cosby pentru rolul din I Spy
- 1967 : Bill Cosby pentru rolul din I Spy
- 1968 : Bill Cosby pentru rolul din I Spy
- 1969 : Carl Betz pentru rolul din Judd, for the Defense

### Anii 1970
- 1970 : Robert Young pentru rolul din Marcus Welby, M.D.
- 1971 : Hal Holbrook pentru rolul din The Bold Ones: The Senator
- 1972 : Peter Falk pentru rolul din Columbo
- 1973 : Richard Thomas pentru rolul din The Waltons
- 1974 : Telly Savalas pentru rolul din Kojak
- 1975 : Robert Blake pentru rolul din Baretta
- 1976 : Peter Falk pentru rolul din Columbo
- 1977 : James Garner pentru rolul din The Rockford Files
- 1978 : Edward Asner pentru rolul din Lou Grant
- 1979 : Ron Leibman pentru rolul din Kaz

### Anii 1980
- 1980 : Edward Asner pentru rolul din Lou Grant
- 1981 : Daniel J. Travanti pentru rolul din Hill Street Blues
- 1982 : Daniel J. Travanti pentru rolul din Hill Street Blues
- 1983 : Ed Flanders pentru rolul din St. Elsewhere
- 1984 : Tom Selleck pentru rolul din Magnum, P.I.
- 1985 : William Daniels pentru rolul din St. Elsewhere
- 1986 : William Daniels pentru rolul din St. Elsewhere
- 1987 : Bruce Willis pentru rolul din Moonlighting
- 1988 : Richard Kiley pentru rolul din A Year in the Life
- 1989 : Carroll O'Connor pentru rolul din In the Heat of the Night

### Anii 1990
- 1990 : Peter Falk pentru rolul Columbo din Columbo
- 1991 : James Earl Jones pentru rolul Gabriel Bird din Gabriel Bird
- 1992 : Christopher Lloyd pentru rolul Alistair Dimple din Road to Avonlea
- 1993 : Tom Skerritt pentru rolul Jimmy Brock din Picket Fences
- 1994 : Dennis Franz pentru rolul Andy Sipowicz din NYPD Blue
- 1995 : Mandy Patinkin pentru rolul Dr Jeffrey Geiger din Chicago Hope
- 1996 : Dennis Franz pentru rolul Andy Sipowicz din NYPD Blue
- 1997 : Dennis Franz pentru rolul Andy Sipowicz din NYPD Blue
- 1998 : Andre Braugher pentru rolul Frank Pembleton din Homicide: Life On The Street
- 1999 : Dennis Franz pentru rolul Andy Sipowicz din NYPD Blue

### Anii 2000
- 2000 : James Gandolfini pentru rolul Tony Soprano din The Sopranos
- 2001 : James Gandolfini pentru rolul Tony Soprano din The Sopranos
- 2002 : Michael Chiklis pentru rolul Vic Mackey din The Shield
- 2003 : James Gandolfini pentru rolul Tony Soprano din The Sopranos
- 2004 : James Spader pentru rolul Alan Shore din The Practice
- 2005 : James Spader pentru rolul Alan Shore din Boston Legal
- 2006 : Kiefer Sutherland pentru rolul Jack Bauer din 24
- 2007 : James Spader pentru rolul Alan Shore din Boston Legal
- 2008 : Bryan Cranston pentru rolul Walter White din Breaking Bad
- 2009 : Bryan Cranston pentru rolul Walter White din Breaking Bad

### Anii 2010
- 2010 : Bryan Cranston pentru rolul Walter White din Breaking Bad
- 2011 : Kyle Chandler pentru rolul Eric Taylor din Friday Night Lights
- 2012 : Damian Lewis pentru rolul Nicholas Brody din Homeland
- 2013 : Jeff Daniels pentru rolul Will McAvoy din The Newsroom
- 2014 : Bryan Cranston pentru rolul Walter White din Breaking Bad
- 2015 : Jon Hamm pentru rolul Don Draper din Mad Men
- 2016 : Rami Malek pentru rolul Elliot Alderson din Mr. Robot
- 2017 : Sterling K. Brown pentru rolul Randall Pearson din This Is Us
- 2018 : Matthew Rhys pentru rolul Philip Jennings din The Americans
- 2019 : Billy Porter pentru rolul Pray Tell din Pose

### Anii 2020
- 2020 : Jeremy Strong pentru rolul Kendall Roy din Succesiunea
- 2021 : Josh O'Connor pentru rolul Prince Charles din The Crown
- 2022 : Lee Jung-jae pentru rolul Seong Gi-hun din Jocul calamarului[1]
- 2023 : Kieran Culkin pentru rolul Roman Roy din Succesiunea
- 2024 : Hiroyuki Sanada pentru rolul Lord Yoshii Toranaga din Shōgun[2]